# Arilje
Arilje (serbocroata cirílico: Ариље) es un municipio y villa de Serbia perteneciente al distrito de Zlatibor.
En 2011 su población era de 18 792 habitantes, de los cuales 6763 vivían en la villa y el resto en las 21 pedanías del municipio. La gran mayoría de los habitantes del municipio son étnicamente serbios (18 407 habitantes).
Se ubica sobre la carretera 21 en el oeste del país.

## Pedanías
- Bjeluša
- Bogojevići
- Brekovo
- Cerova (Arilje)
- Dobrače (Arilje)
- Dragojevac
- Grdovići
- Grivska
- Kruščica (Arilje)
- Latvica
- Mirosaljci (Arilje)
- Pogled
- Radobuđa
- Radoševo
- Severovo
- Stupčevići
- Trešnjevica
- Vigošte
- Virovo
- Visoka (Arilje)
- Vrane

## Clima
| Parámetros climáticos promedio de Arilje | Parámetros climáticos promedio de Arilje | Parámetros climáticos promedio de Arilje | Parámetros climáticos promedio de Arilje | Parámetros climáticos promedio de Arilje | Parámetros climáticos promedio de Arilje | Parámetros climáticos promedio de Arilje | Parámetros climáticos promedio de Arilje | Parámetros climáticos promedio de Arilje | Parámetros climáticos promedio de Arilje | Parámetros climáticos promedio de Arilje | Parámetros climáticos promedio de Arilje | Parámetros climáticos promedio de Arilje | Parámetros climáticos promedio de Arilje |
| Mes                                      | Ene.                                     | Feb.                                     | Mar.                                     | Abr.                                     | May.                                     | Jun.                                     | Jul.                                     | Ago.                                     | Sep.                                     | Oct.                                     | Nov.                                     | Dic.                                     | Anual                                    |
| ---------------------------------------- | ---------------------------------------- | ---------------------------------------- | ---------------------------------------- | ---------------------------------------- | ---------------------------------------- | ---------------------------------------- | ---------------------------------------- | ---------------------------------------- | ---------------------------------------- | ---------------------------------------- | ---------------------------------------- | ---------------------------------------- | ---------------------------------------- |
| Temp. máx. media (°C)                    | 3.6                                      | 6.5                                      | 11.9                                     | 15.9                                     | 20.6                                     | 24.3                                     | 26.4                                     | 26.7                                     | 23.1                                     | 17.5                                     | 9.9                                      | 5.3                                      | 16                                       |
| Temp. media (°C)                         | 0.0                                      | 2.4                                      | 6.7                                      | 10.5                                     | 15.1                                     | 18.7                                     | 20.4                                     | 20.4                                     | 16.9                                     | 12.1                                     | 6.0                                      | 2.0                                      | 10.9                                     |
| Temp. mín. media (°C)                    | -3.6                                     | -1.7                                     | 1.6                                      | 5.2                                      | 9.7                                      | 13.1                                     | 14.5                                     | 14.2                                     | 10.8                                     | 6.8                                      | 2.1                                      | -1.3                                     | 6                                        |
| Precipitación total (mm)                 | 64                                       | 59                                       | 60                                       | 70                                       | 91                                       | 87                                       | 77                                       | 64                                       | 67                                       | 71                                       | 83                                       | 78                                       | 871                                      |
| Fuente: Climate-Data.org                 |                                          |                                          |                                          |                                          |                                          |                                          |                                          |                                          |                                          |                                          |                                          |                                          |                                          |